# Dejah Slater
Dejah Aniela Slater (ur. 5 grudnia 1999 w Toronto) – kanadyjska zapaśniczka walcząca w stylu wolnym. Zajęła dwunaste miejsce na mistrzostwach świata w 2019. Złota medalistka mistrzostw panamerykańskich w 2019. Mistrzyni panamerykańska juniorów w 2018; druga w 2017 roku.